# Brian Protheroe
Brian Protheroe (né le 16 juin 1944 à Salisbury), est un acteur et musicien britannique. Il a commencé sa carrière d'acteur en 1968. Il a joué dans des films et des séries télévisées.

## Biographie
Il a rejoint une chorale d'église quand il avait douze ans, et quelque temps après il apprit à jouer du piano et de la guitare. Il devint virtuose.
Brian est surtout connu pour le rôle de M. Bell, dans le feuilleton télévisé North and South (2004).

## Discographie
- Pinball
- Pick Up
- I/You
- Leave Him to Heaven
- Unreleased
- Citysong
- Pinball and Other Stories

## Filmographie
- 2009 : Doctors (1 épisode : A Little of What you Fancy) ; Brian Temple
- 2009 : A Little of What you Fancy
- 2009 : MI-5 (Spooks); Samuel Walker (2 épisodes)
- 2004-2008 : Holby City
- 2006-2007 : Les flingueuses; Docteur Nicky Forbes
- 2006 : Inspecteur Barnaby; John Trevelyan (1 épisode)
- 2005 : Love Soup; Bob
- 2004-2005 : 55 Degrees North; James Wren (5 épisodes)
- 2004 : North and South; Mr. Bell
- 2004 : Heartbeat; Ralph Laski (1 épisode)
- 2002 : The Biographer; Jeremy Gibbon
- 1999 : Dr Willoughby; Ralph Whatman (1 épisode)
- 1999 : Il gioco
- 1999 : Real Women II Série TV; Frank
- 1998 : Highlander; Bannock (1 épisode)
- 1997 : Metroland; Woody
- 1996 : Code Name: Wolverine série TV; Jack Dunbar
- 1994 : Les règles de l'art; Gordon (1 épisode)
- 1994 : Pie in the Sky; Leonard Rosten (1 épisode)
- 1992 : Birds of a Feather; Philip (1 épisode)